# Стефан I Крешимирович
Стефан I Крешимирович (на хърватски: Stjepan I. Krešimirović) е хърватски крал от рода Търпимировичи управлявал от 1030 г. до 1058 г. Той е син на Крешимир III, по името на когото е изведен нов клон от династията Търпимировичи – т.нар. Крешимировичи.
Няма запазени свидетелства за управлението на Стефан Крешимирович от времето на неговото царуване. Не са намирани нито каменни надписи нито, макар и в по-късни преписи, документи, издадени от неговата канцелария. За царуването му може да се съди само по архивите на неговия син крал Петър Крешимир IV. Един такъв документ е дарителска грамота на манастира Св. Иван в Биоград на Мору от 1060 г., в която Петър Крешимир посочва, че е син на Стефан Крешимирович. В друга дарителска грамота от 25 декември 1066 г. на манастира Св. Мария в Задар също е изписано „Ego Cresimir, rex Chroatie et Dalmatie, filius Stephani regis“.

## Управление
При възцаряването на Стефан голяма част от хърватските земи са извън контрола на хърватския крал. Най-богатите градове по Адриатическото крайбрежие формално се намират под властта на Византия и Стефан ги управлява като наместник, но на практика те са независими. Славония също само юридически принадлежи на Хърватското кралство, а в действителност Славонската бановина се управлява от независим бан от друга линия на рода Търпимировичи - потомците на крал Светослав Суроня (т.нар. Светославичи).
При тези обстоятелства главната цел на Стефан Крешимирович е установяване на пълен контрол над Далмация. Затова стремежът му е с всички сили да укрепи съюза си с Византия, с чиято помощ да отслаби влиянието на Венецианската република, която проявява трайни аспирации към този регион. Поради нуждата си от силен флот, с който да противодейства на венецианците, Стефан отделя много усилия за възстановяването мощта на хърватските морски сили и през 1032 г. вече е в състояние да изпрати част от флота си в подкрепа на ромеите във войната им с арабите.
По време на управлението на Стефан Крешимирович бързо развитие отбелязват градовете в континенталната част на Хърватия, които до този момент сериозно отстъпват на морските пристанища по Адриатическото крайбрежие. Около крепостта Книн, която се издига на стратегически важно място, израства град, в който през 1040 г. е учредена епархия, а впоследствие след като тук е преместена резиденцията на хърватския архиепископ, градът се превръща и в религиозен център.

## Семейство
Стефан Крешимирович има двама сина:
- Петър Крешимир IV, крал на Хърватия (1058—1074)
- Гоислав II[3], който е възможно да е премахнат от брат му Петър Крешимир IV, тъй като от Корчуланския кодекс (сборник с текстове от XII в.) е известно, че папа Николай II изпраща в Хърватското кралство свой пратеник, за да разследва участието на Петър Крешимир в смъртта на Гоислав, а Петър се заклева, че е невинен и с това разследването приключва. Синът на Гоислав Стефан II по-късно става последният хърватски крал от династията Търпимировичи.